# Opphem
Opphem är en ort i Tjärstads socken Kinda kommun belägen strax söder om Rimforsa, vid sjön Ämmern. Fram till 2010 klassades orten som en småort. 
Vid Opphem låg en såg som var igång från cirka 1900 fram till 1996. I samband med verksamheten vid sågen har det uppkommit en del förorenade områden i anslutning till denna.